# 270. strelska divizija (ZSSR)
270. strelska divizija (izvirno rusko 270. стрелковая дивизия; kratica 270. SD) je bila strelska divizija Rdeče armade v času druge svetovne vojne.

## Zgodovina
Divizija je bila ustanovljena julija 1941 v Melitopolu. Uničena je bila maja 1942 in ponovno ustanovljena oktobra 1942. Po koncu vojne je bila divizija reorganizirana v 41. strelsko brigado. 
Leta 1953 je bila brigada ponovno razširjena v 270. strelsko divizijo in bila v prvi polovici leta 1955 preimenovana v 44. strelsko divizijo.